# Фаббрико
Фаббрико (итал. Fabbrico) —  коммуна в Италии, в провинции Реджо-нель-Эмилия области Эмилия-Романья.
Население составляет 6049 человек (на 2004 г.), плотность населения составляет 240 чел./км². Занимает площадь 23 км². Почтовый индекс — 42042. Телефонный код — 0522.
Покровителем коммуны почитается святой Генезий Римский, празднование 25 августа. 